# جون شي
جون شي (بالإنجليزية: John Shea)‏ هو عالم إنسان وأستاذ جامعي أمريكي، ولد في 9 مايو 1960 في Hamilton, Massachusetts ‏ في الولايات المتحدة.